# Queer Duck: O Filme
Queer Duck: O Filme(en: Queer Duck: The Movie; pt: Pato Louco: O FIlme) é um filme baseado na série da web Queer Duck produzido pela Icebox.com, animado em Mishmash Media, Inc e Macromedia Flash. O filme foi ao ar no canal de temática adulta em 16 de Julho de 2006, em seguida foi lançado em DVD pela Paramount Pictures e a Viacom em 18 julho de 2006. 
O filme reúne os criadores originais e o elenco de Queer Duck, além de convidados especiais como Conan O'Brien como si mesmo, Tim Curry como Peccery o mordomo, Jeff Glen Bennett como o antagonista principal; um padre fanático chamado Reverendo Asinus Capado, Mark Hamill como um vendedor de cachorro-quente, Bruce Vilanch como a si mesmo, Andy Dick, como o Rex, Jackie Hoffman como Lola Perua, April Winchell fazendo vozes adicionais e David Duchovny como "O Pequeno Jesus". 

## No Brasil
A Paramount Pictures lançou o filme no Brasil em 2006 e foi dublado pela Álamo, usando sistema de som Dolby Digital 5.1 e em vídeo Widescreen Anamórfico 1.78:1. Até hoje não se sabe o nome dos dubladores brasileiros. O DVD foi licenciado apenas para uso doméstico, é proibido qualquer outro tipo de exibição, a menos que seja expressamente autorizado por lei. Nas locadoras este DVD não está disponível, mas pode ser facilmente encontrado no varejo para ser comprado diretamente pelo consumidor final. 
Sinopse: Queer Duck está de volta em seu primeiro longa-e-sem-censura desenho humorístico-musical! Do escritor Mike Reiss (The Simpsons), quatro vezes premiado com o Emmy®, e do animador Xeth Feinberg, esta é mais nova e incrível aventura de Queer Duck e seus fabulosos amigos Urso Bipolar, Oscar Wildcat e Croco-Biba. QUEER DUCK - o Filme vai fazer todo mundo morrer de rir! 

## Produção
Toda a equipe de produção Queer Duck da Icebox.com voltou para o filme. Ele estava sendo feito originalmente para ser produzido e exibido pela sua rede de televisão Showtime, mas rede parou de apoiar espetáculos, a série foi lançada e tornou-se sucesso. O filme teve algumas mudanças, exceto pelo Queer Duck. Croco-Biba e Urso Bipolar ganharam tamanho e Oscar Wildcat ganhou peso, mas ainda tem o estilo de animação limitada dos episódios. Além disso, na abertura quando Queer Duck está com seus amigos no teatro que diz o "QUEER DUCK: THE MUSICAL" na série foi alterado para "QUEER DUCK: THE MOVIE" para apoiar o filme. A música também se estendeu. As filmagens dos atores na gravação foram exibidas nos créditos. 
Vários personagens do passado foram para o filme, como a família de Queer Duck, assim como a série original, várias celebridades foram parodiadas e dubladas por imitadores, com as exceções de Bruce Villanch e Conan O'Brien. Ao contrário da série original, os personagens não-celebridades também aparecem como os jogadores de beisebol, um vendedor de cachorro-quente (Mark Hamill) e a família feliz que possui o parque temático Felizlândia, transformando em Frutolândia. O filme foi lançado em DVD em todos os lugares nos Estados Unidos, exceto Utah. Esta foi provavelmente a última animação de Queer Duck. Foi a primeira animação da internet a ser exibida durante um Festival polonês da Igualdade de 2008, em Varsóvia. O criador Mike Reiss considerou o filme como "a melhor coisa que ele já escreveu".